# Garde côtière du Bangladesh
La garde côtière du Bangladesh (en bengali : বাংলাদেশ কোস্ট গার্ড) est la force maritime d'application de la loi du Bangladesh. Il s'agit d'une force paramilitaire placée sous la tutelle du Ministère de l'intérieur. Ses officiers et marins sont transférés de la marine du Bangladesh, et la plupart des officiers médicaux sont transférés de l'armée du Bangladesh. La garde côtière du Bangladesh exerce également le devoir de sécurité des frontières maritimes du Bangladesh. Le siège social est situé à Dacca. Un énorme plan de modernisation nommé Coast Guard Goal 2030 a été entrepris pour améliorer ses capacités.

## Historique
La marine du Bangladesh exerçait les fonctions de garde côtière en plus de ses propres fonctions de défense maritime jusqu'en 1994. Au fil du temps, la responsabilité et la charge de travail croissantes devinrent incommodes pour la marine du Bangladesh, avec le volume croissant des tâches de police en mer à emporter. de son rôle principal. L'émergence des garde-côtes du Bangladesh est le résultat de la prise de conscience croissante au sein du gouvernement de la nécessité d'un service distinct pour appliquer les lois nationales dans les eaux sous juridiction nationale et assurer la sécurité des personnes et des biens en mer. À la suite de cela, la loi de 1994 sur les garde-côtes a été adoptée par le Parlement en septembre 1994. La garde côtière du Bangladesh, dans sa forme actuelle, a officiellement vu le jour le 14 février 1995 et a commencé ses activités opérationnelles avec deux patrouilleurs reçus de la marine du Bangladesh. La force est sous la juridiction du Ministère de l'intérieur.
La garde côtière du Bangladesh est une force unique qui assume un éventail de responsabilités civiles et militaires touchant presque toutes les facettes de l'environnement maritime du Bangladesh. La force dispose désormais d'une zone, de trois bases, de 18 stations, de 10 avant-postes, de 57 catégories différentes de bateaux à eau et de huit pontons ainsi que de 3 339 hommes. 

### Rôle et mission
Plus de 90 % des exportations et des importations du Bangladesh transitent par deux ports maritimes à Chittagong et Mongla. La communication maritime vers ces deux ports maritimes est la ligne de vie de l'économie du Bangladesh. Le secteur de la pêche contribue pour une part importante aux revenus d'exportation nationaux. Une quantité importante de gaz a été découverte à Sangu dans le golfe du Bengale, dont l'extraction a déjà commencé. En dehors de cela, un grand nombre de navires et d'embarcations de différents types et tailles opèrent en mer pour le commerce, la pêche, la recherche, l'exploration et l'extraction de pétrole, de gaz et de minéraux, etc. Pour exercer un contrôle efficace, assurer la sûreté et la sécurité et protéger les intérêts maritimes nationaux et internationaux en mer, toutes ces activités diverses sont soumises à diverses lois et lois nationales et internationales.
Contrôler la piraterie, le trafic illégal, protéger les pêcheries, le pétrole, le gaz, les ressources forestières et la pollution de l'environnement dans les eaux et les zones côtières du Bangladesh, assurer la sécurité et l'ordre public en fournissant une assistance en matière de sécurité aux ports maritimes, mener des opérations de secours et de sauvetage dans les zones côtières pendant la nature calamité.

## Plan de modernisation
Le gouvernement du Bangladesh a lancé un plan de modernisation massif nommé Coast Guard Goal 2030 (en) pour faire de la garde côtière une force bien formée et bien équipée pour assurer la sécurité de la zone côtière. L'expansion des effectifs de la force est également incluse dans le plan.
Le gouvernement du Bangladesh a acheté quatre corvettes de classe Minerva à l'Italie. Les navires seront transformés en patrouilleur (OPV) avant d'arriver au Bangladesh. Déjà deux navires sont en service et les deux autres ont été livrés en 2017.
La garde côtière du Bangladesh a signé un contrat avec Dockyard and Engineering Works Limited (en) pour la construction de quatre navires de patrouille côtière (VPI) de deux types et de deux patrouilleurs rapides (FPB). Un autre contrat a été signé pour trois navires de classe Padma avec le chantier naval de Khulnâ en 2016.
La garde côtière a commandé six bateaux à grande vitesse X12 qui seront construits au chantier naval de Narayanganj avec l'assistance technique de l'Indonésie. Ces navires sont faits de composite de carbone et ont une longueur de 11,7 mètres et une vitesse de 35 nœuds (65 km/h).
La formation de l'escadre d'aviation de la garde côtière est en cours. La force a l'intention de se procurer 10 hélicoptères pour des patrouilles et des opérations de recherche et sauvetage d'ici 2025.
La garde côtière veut également être un équipement technologiquement avancé pour surveiller la mer. Il a un plan à long terme pour installer des systèmes d'identification et de suivi à longue portée (Long-range identification and tracking (ships) (en), LRIT) et des systèmes de gestion du trafic maritime (VTMIS) d'ici.